# Маєнрід
Маєнрід (нім. Meienried) — громада  в Швейцарії в кантоні Берн, адміністративний округ Зееланд.

## Географія
Громада розташована на відстані близько 23 км на північ від Берна.
Маєнрід має площу 0,7 км², з яких на 3,1% дозволяється будівництво (житлове та будівництво доріг), 72,3% використовуються в сільськогосподарських цілях, 13,8% зайнято лісами, 10,8% не є продуктивними (річки, льодовики або гори).

## Демографія
2019 року в громаді мешкало 50 осіб (-5,7% порівняно з 2010 роком), іноземців було 2%. Густота населення становила 77 осіб/км².
За віковим діапазоном населення розподілялося таким чином: 16% — особи молодші 20 років, 64% — особи у віці 20—64 років, 20% — особи у віці 65 років та старші. Було 23 помешкань (у середньому 2,2 особи в помешканні).